# Acrocyrtidus
Acrocyrtidus is een kevergeslacht uit de familie van de boktorren (Cerambycidae). De wetenschappelijke naam van het geslacht werd voor het eerst geldig gepubliceerd in 1894 door Jordan.

## Soorten
Acrocyrtidus omvat de volgende soorten:
- Acrocyrtidus argenteofasciatus (Pic, 1903)
- Acrocyrtidus argenteus Gressitt & Rondon, 1970
- Acrocyrtidus attenuatus (Pic, 1927)
- Acrocyrtidus aurescens Gressitt & Rondon, 1970
- Acrocyrtidus auricomus Holzschuh, 1982
- Acrocyrtidus avarus Holzschuh, 1989
- Acrocyrtidus diversinotatus (Pic, 1903)
- Acrocyrtidus elegantulus (Matsushita, 1933)
- Acrocyrtidus fasciatus Jordan, 1894
- Acrocyrtidus fulvus Gressitt & Rondon, 1970
- Acrocyrtidus griseofasciatus Hayashi, 1982
- Acrocyrtidus longipes (Matsushita, 1941)
- Acrocyrtidus simianshanensis Chiang & Chen, 1994